# Лејк Ронконкома (Њујорк)
Лејк Ронконкома (енгл. Lake Ronkonkoma) насељено је место без административног статуса у америчкој савезној држави Њујорк.

## Демографија
По попису из 2010. године број становника је 20.155, што је 454 (2,3%) становника више него 2000. године.
| Група             | 2000.          | 2010.          |
| Белци             | 17.618 (89,4%) | 16.511 (81,9%) |
| Афроамериканци    | 267 (1,4%)     | 490 (2,4%)     |
| Азијати           | 474 (2,4%)     | 915 (4,5%)     |
| Хиспаноамериканци | 1.153 (5,9%)   | 2.008 (10,0%)  |
| Укупно            | 19.701         | 20.155         |